# Тедженский этрап
Тедженский этрап (туркм. Tejen etraby) — этрап в Ахалском велаяте Туркменистана. Административный центр — город Теджен.

## История
Образован в январе 1925 года как Тедженский район Мервского округа Туркменской ССР с центром в городе Теджен. В августе 1926 года был упразднён Мервский округ, и Тедженский район перешёл в прямое подчинение Туркменской ССР.
21 ноября 1939 года Тедженский район отошёл к новообразованной Ашхабадской области. 25 мая 1959 года Ашхабадская область была упразднена, и район был передан в Марыйскую область.
10 января 1963 года Тедженский район был передан в прямое подчинение Туркменской ССР. 14 декабря 1970 года район отошёл к Марыйский области, а 27 декабря 1973 года был передан в Ашхабадскую область.
25 августа 1988 года Ашхабадская область вновь была упразднена, и район перешёл в прямое подчинение Туркменской ССР. 14 декабря 1992 года Тедженский район был переименован в Тедженский этрап и вошёл в состав Ахалского велаята.
29 апреля 2016 года Кабинетом министров Туркменистана было принято решение о ликвидации  Бабадайханского этрапа, территория которого была передана в состав Тедженского этрапа.
Однако уже 5 января 2018 года постановлением Парламента Туркменистана Бабадайханский этрап был восстановлен. В него из Тедженского этрапа были переданы город Бабадайхан, сельские советы (генгешлики) Ак-Алтын, Аквекил, имени Алты Гарлыева, Гаравекил, Захмет, Тязеёл, Хасыл и Ярыгёкдже, сёла Гётин, Мамур и Чили генгешлики .
Этим же постановлением Парламент Туркменистана упразднил существовавший на территории Ахалского велаята Алтын-Асырский этрап и включил входившие в его состав город Алтын-Асыр, сельские советы Вахарман, Гурбан-Дурды, Довлетли и Лукман, сёла Ак-Алтын, Бугдайлы и Малдарчылык в состав Тедженского этрапа.